# 警察局长的自白
警察局长的自白（義大利語：Confessione di un commissario di polizia al procuratore della repubblica，直译为“一个警察局长对共和国检察官的自白”），一般称“警察局长的自白”或“一个警察局长的自白”，意大利1971年上映的影片。